# Curugi

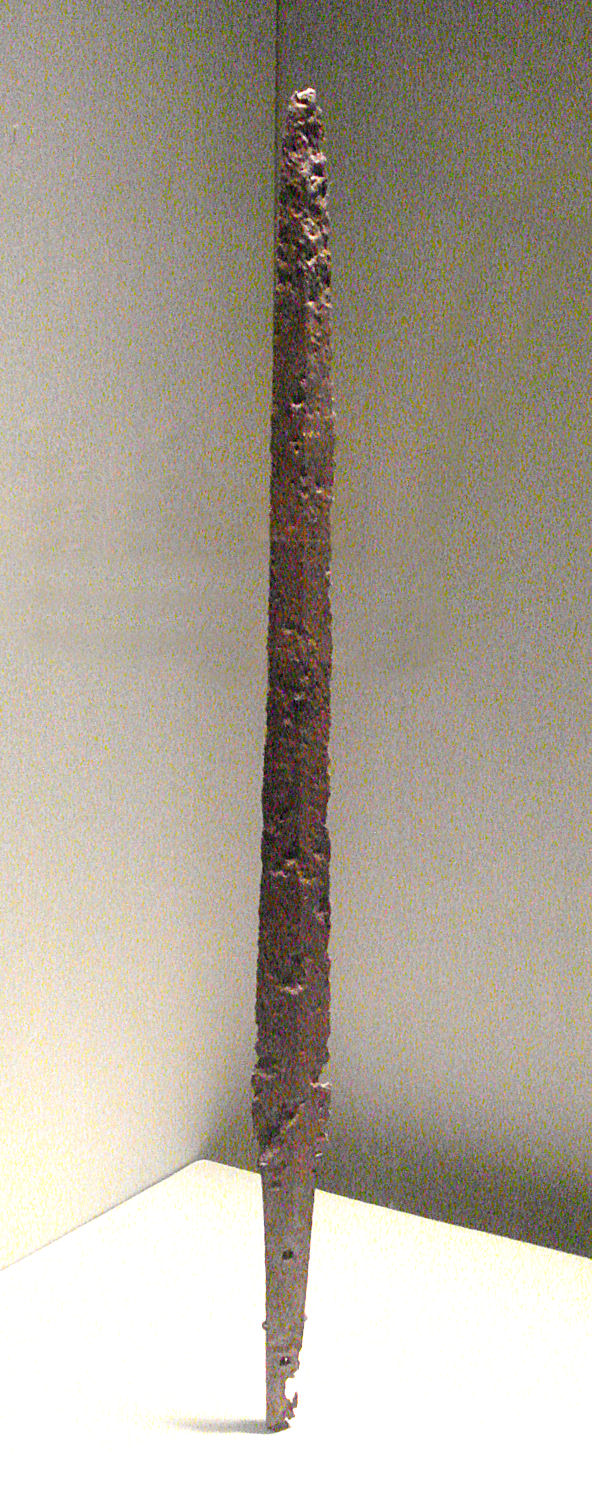
Curugi z 5. století

Curugi (japonsky 剣, ken) je japonská historická zbraň - obousečný rovný meč se symetrickou čepelí a centrovaným hrotem. Délka čepele se pohybovala okolo 100 centimetrů.
Curugi byly přímé obouruční meče používané v Japonsku zhruba od 7. do 9. století. Jednalo se o přímý protějšek k pozdějším katanám - jednobřitým zakřiveným mečům. Od 9. století začal vývoj směřovat k zakřiveným  mečům tači, ze kterých se později vyvinuly katany.
Existovala také varianta zvaná curugi-tači, kde byla naostřena pouze jedna strana čepele, zatímco druhá strana byla nabroušená jen v přední části u hrotu.